# エイズ否認主義
エイズ否認主義（エイズひにんしゅぎ、英: AIDS denialism）とは、後天性免疫不全症候群（AIDS、エイズ）の原因が、ヒト免疫不全ウイルス（HIV）以外にあると考える科学者とその主張を指していう言葉である。代替仮説（alternative hypothesis）、もしくは、デュースバーグ説等の語が使用される事もある。
英文の医学教科書では、Merritt's Neurologyなどにこうした代替仮説を批判する比較的詳しい記述が見られる。エイズ否認主義は英語のAIDS denialismの訳語であるが、これは、医学用語ではなく、医学書には、この言葉は見当たらない。
この状況は、日本国内でも「科学朝日」誌1988年10月号に『「エイズの原因はHIVではない」--英科学誌上で論争 』として報じられ、1993年には「日本医事新報」誌『HIVは本当にエイズの原因か？』で、こうした主張がまとめられている。
疫学的には、1981年の症例報告後、1983年にパスツール研究所のリュック・モンタニエとフランソワーズ・バレシヌシらによってHIVウイルスが発見された。また、薬害エイズ事件やHIV/AIDSに対する社会的偏見が発生し、国際的な社会問題・人権問題ともなっていた。
こうした中、1980年代から1990年代には、サイエンス、ランセット、他の一流医学誌にこうした主張を正面から述べた論文が掲載されていた時期がある。しかし2000年代以降は殆ど見られなくなっている。

## 主張
こうした説を支持する科学者たちの主張の要旨は「エイズはヒト免疫不全ウイルスによって引き起こされるものではなく、麻薬や血液製剤などの直接作用によって免疫機能が低下することで起きる」というものである。それによれば、エイズは「一つの病気」ではないとされる。
彼らによれば、下記のそれぞれが独自の原因によって引き起こされている別々の疾患であるとされる。
1. 麻薬常用者のエイズは、HIVが原因ではなく、ヘロイン等の麻薬その物が持つ免疫障害が原因である。
2. 血友病患者のエイズは、血液製剤中のHIVが原因なのではなく、投与された血液製剤中の他人の蛋白質の過剰投与が原因である。
3. 男性同性愛者のエイズは、欧米の男性同性愛者が、肛門性交を容易にする為に使用する事の多い亜硝酸アミル及び彼等が高率に使用する麻薬が原因である。
4. アフリカのエイズは、病像も欧米のエイズと異なる全く別の疾患患者が、たまたま抗HIV抗体陽性であった場合に、欧米のエイズと混同されて来た物である。

等と説明される。
更に、麻薬常習者の場合は、自己抗体が出現しやすい事から、抗HIV抗体が陽性であっても、偽陽性である場合が多いと論じる論者もある（Duesberg）。
論拠としては疫学的な物が多く、血友病患者のエイズでは、スコットランドで報告されたように、HIV陰性の血液製剤を投与された場合でも臨床的にエイズと見なされる症状を呈した症例が少なからず見られた事（Lancetに論文が掲載されている）、HIV陰性のエイズが存在する事、ヘロインはそれ自体がリンパ球破壊作用を持つ事が実験的に証明されている事、医療従事者の針刺し事故の追跡では、HIV陽性とされる血液を誤って刺した場合でも、エイズを発症する場合が余りにも稀である事、その他が挙げられている。

## 主な論者

### 英語圏
主な論者としては、ヒト免疫不全ウイルス(HIV)は、コッホの原則を満たしていないと主張するカリフォルニア大学バークレー校の分子生物学・細胞生物学教授、ピーター・デュースバーグ (en:Peter Duesberg)、PCR法の発明者として知られるノーベル化学賞受賞者のキャリー・マリス、同じくノーベル化学賞受賞者のライナス・ポーリングなどが知られている。
マリス、ポーリング等の複数のノーベル賞受賞者がこの主張を支持している事から、欧米では1980年代から1990年代にかけて関心を集め、マスコミでもしばしば取り上げられた時期がある。
ピーター・デュースバーグは、特に、エイズの治療薬として使用されていたAZTその物がエイズの原因の一つだと主張したが、他の論者は、必ずしもこの点には同意していない。又、Root-Bernsteinのような、エイズ発症における麻薬の役割を強調する中間的な論者も存在する。

### 日本
日本では、山口大学医学部の教授であった柴田二郎が、マスコミでこれに近い主張を述べた事がある。
日本のマスコミでは、DAYS JAPAN（講談社）に医学ジャーナリストの永井明によるデュースバーグへのインタビューが取り上げられた事が有った他、SAPIO、週刊ポスト、FOCUS、ニューズウィーク日本版が、1990年代に、デュースバーグ教授の個人的見解として取り上げる形で、この主張を報じた事があった。

## 批判
1993年にベルリンで国際エイズ会議が開かれた際には、こうした代替仮説を支持する患者団体が会場付近でデモを行ない、これを批判するグループと衝突した事もある。
欧米では、患者の一部が、現行の医療への不満、批判とともにこうしたエイズ否認主義的な仮説を支持する傾向がある。他方、南アフリカ共和国などのアフリカ諸国においては、こうした主張が陰謀論として批判された事がある。